# Hayato Nakama
Hayato Nakama (jap. 仲間 隼斗, Nakama Hayato; * 16. Mai 1992 in Higashiagatsuma, Präfektur Gunma) ist ein japanischer Fußballspieler.

## Karriere
Hayato Nakama erlernte das Fußballspielen in der Jugendmannschaft von Kashiwa Reysol in Kashiwa. Seinen ersten Vertrag unterschrieb er  2011 bei Roasso Kumamoto. Der Verein, der in der Präfektur Kumamoto beheimatet ist, spielte in der zweithöchsten Liga des Landes, der J2 League. 2015 wurde er an den Ligakonkurrenten Kamatamare Sanuki ausgeliehen. Nach Ausleihende wurde er Anfang 2016 von dem Club aus Takamatsu fest verpflichtet. Nach 77 Zweitligaspielen für Sanuki wechselte er 2018 zum ebenfalls in der zweiten Liga spielenden Fagiano Okayama nach Okayama. Für Okayama absolvierte er 78 Spiele in der zweiten Liga. Anfang 2020 wechselte er ablösefrei zum Erstligaaufsteiger Kashiwa Reysol nach Kashiwa. Für Kashiwa stand er 53-mal in der ersten Liga auf dem Spielfeld. Im Januar 2022 wechselte er ablösefrei zum Ligakonkurrenten Kashima Antlers. Hier bestritt er 74 Ligaspiele. Nach drei Spielzeiten kehrte er im Januar 2025 zu seinem ehemaligen Verein Kashiwa Reysol zurück.